# Torre del Galgario
La Torre del Galgario è una torre dalla forma circolare di origine militare, che faceva parte delle Muraine, antiche mura ora scomparse, e si trova nella città bassa di Bergamo nell'omonimo Largo del Galgario. Sulla piazza si affaccia anche la Chiesa del Galgario con annesso monastero che diede l'appellativo al pittore Giuseppe Ghislandi (detto Fra Galgario), e che poi cambiò la sua destinazione d'uso, diventando la Caserma Nullo.

## Storia e descrizione

### Muraine

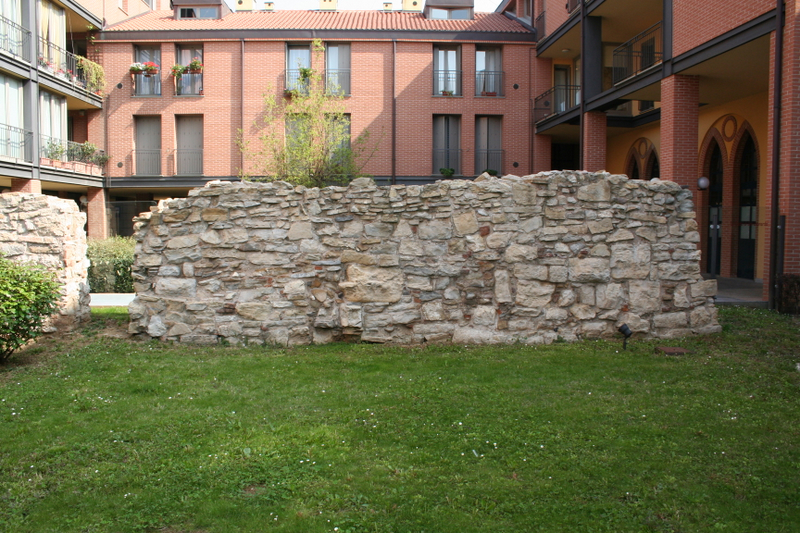
Muraine

La città di Bergamo era protetta da un doppio giro di mura: nella parte bassa dalle Muraine, chiamate anche le sorelle minori, costruite dai Visconti, composte da 31 torri quadrate e due torri rotonde: la torre del Galgario e la torre del Cavettone a nord del Lapacano, sei porte fortificate di Broseta, Osio, Colognola, Cologno, Torre del Raso e Sant’Antonio, e successivamente dal Portello delle Grazie e il portellone di Zambonate, ed avevano una altezza massima di circa 6 metri.
Ma la prima difesa della parte bassa della città, venne costruita nel XII secolo con la formazione dell'antico Fossatum Comunis Pergami che incanalava le acque del Serio e che percorreva il tratto da Santa Caterina verso le vie XX Settembre e Broseta verso Loreto; intorno a queste acque iniziarono a formarsi comunità lavorative che usavano l'energia idrica, con mulini, opifici, tintorie con magli, ed a difesa di questi vennero innalzate le Muraine, inizialmente strutture in legno, che lentamente inglobarono anche gli altri borghi della città bassa che andarono formandosi creandone una strada continua. Vennero ristrutturate dai veneziani (1430-1438) dopo il loro insediamento del 1428. Le muraine necessitarono nel corso dei secoli di molte ristrutturazioni e ricostruzioni, documentato è lo studio e l'intervento degli architetti Antonio Agliardi e Pietro Isabello del 1521, in particolare si evidenziarono le differenti qualità nella costruzione delle sue parti.
Con il tempo diventarono solo un punto di pagamento daziale, venendo poi smantellatela la notte di capodanno del 1900 al 1901 dalla popolazione che felice di non pagare più i dazi distrusse cancelli e caselli daziari.
Delle muraine ora ne rimangono poche tracce, la torre del Galgario ne è la maggior testimonianza, pochi resti in Via Camozzi, in via Lapacano, e in via Previtali.
Nella parte alta, la presenza delle mura ha una storia antica, ne è documentata la presenza in epoca romana, quando Bergamo era un municipium romano, con accesso da quattro porte orientate con i punti cardinali, successivamente, distrutte e ricostruite dai Longobardi. Vennero poi costruite le mura veneziane realizzate nel 1561 per opera della Serenissima con il marchese Sforza Pallavicini, formate da quattordici bastioni, due piattaforme chiamati anche bastioni bastardi e quattro porte.
Furono i Longobardi a dividere la città in due parti distinte chiamate corti, la civitas nella città alta e la curtis Murgula nella bassa.

### Torre del Galgario
La torre del Galgario, il cui nome deriva da calchera o calcarium, forno da calce, si trova nel largo omonimo, in un punto di incrocio di cinque vie, punto cruciale della parte bassa della città di Bergamo, ed è solo una delle pochissime testimonianza delle mura preesistenti.

La sua forma cilindrica, si stringe mano a mano che sale verso l'alto, anche le pietre in arenaria che la compongono, diminuiscono di dimensione verso la parte più alta, dove sono presenti piccole aperture.

All'interno è presente una scala a pioli che porta all'unico piano alto, dove si notano le feritoie. La copertura in mattoni è del XX secolo, mentre all'origine la copertura era con tetto a tegole.

La torre trecentesca si presenta in uno stato di forte degrado, all'esterno risultano poco visibili i tre stemmi viscontei, come la lastra di marmo inserita nel 1950 che raffigurava il disegno delle muraine, a seguito di una ricerca condotta dall'architetto Angelini,  è poco visibile.

### La Torre del Galgario e la Roggia Serio
Il 2 giugno 1886 il sindaco aprì le piscine di Bergamo nella Roggia Serio Grande, partendo dalla torre del Galgario; mentre dal 14 gennaio 1906 al 14 gennaio 1920, sempre nella Roggia, in inverno veniva disputata una gara chiamata Cimento invernale con partenza dalla torre fino alla allora Porta sant'Antonio, quella che è Via Pignolo. L'Eco di Bergamo riportava:
Ieri largo concorso pubblico assiepato lungo gli argini del canale. Malvezzi, ha coperto l’andata ed il ritorno risalendo la corrente, raccoglie insistiti applausi. Gli organizzatori offrono una medaglietta ricordo e un provvidenziale vin brulé. I rarinantes benestanti, a loro spese, bevono un grappino al bar della piazzetta di Santo Spirito.

## Galleria d'immagini

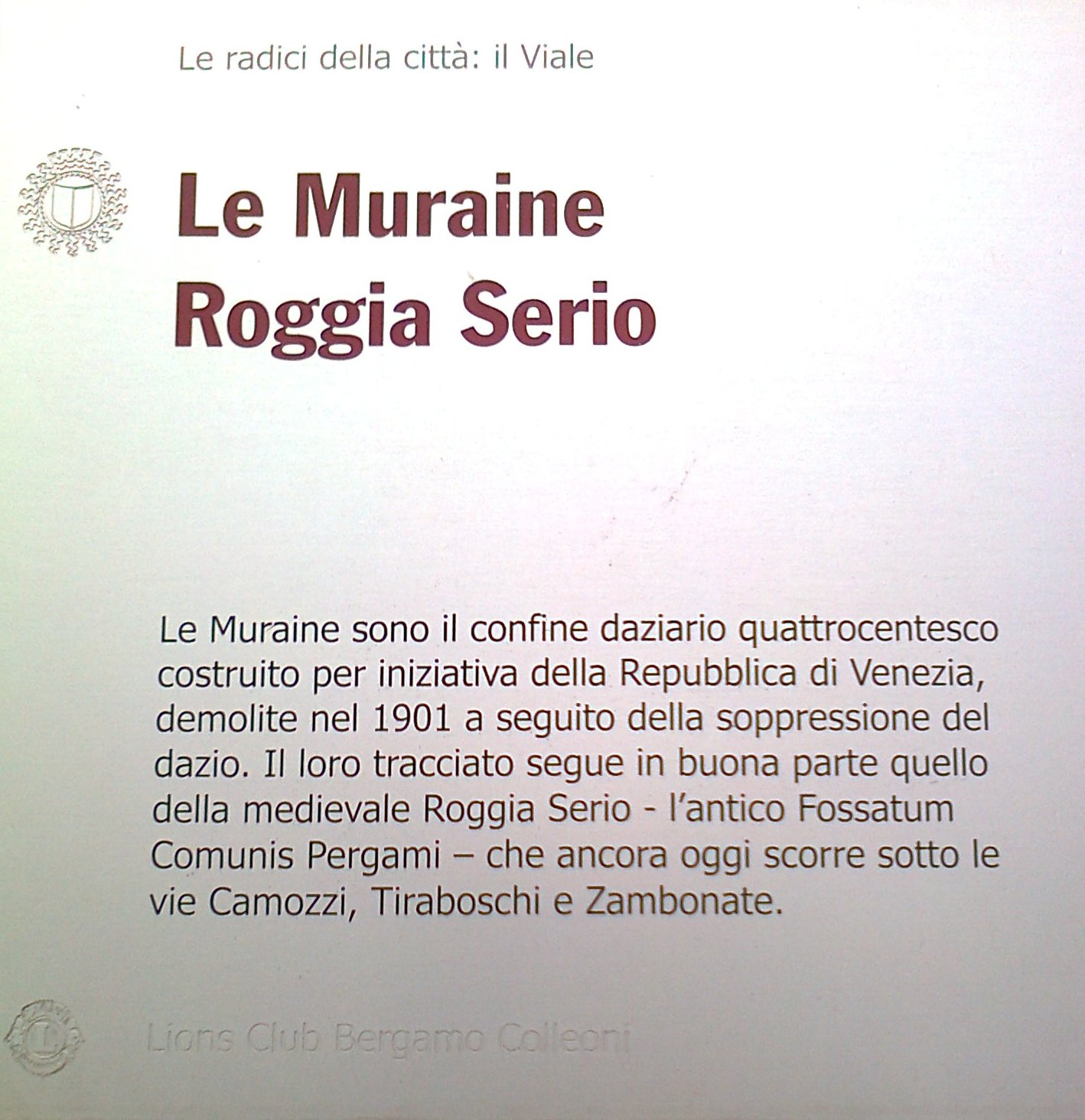
Roggia Serio Grande Muraine
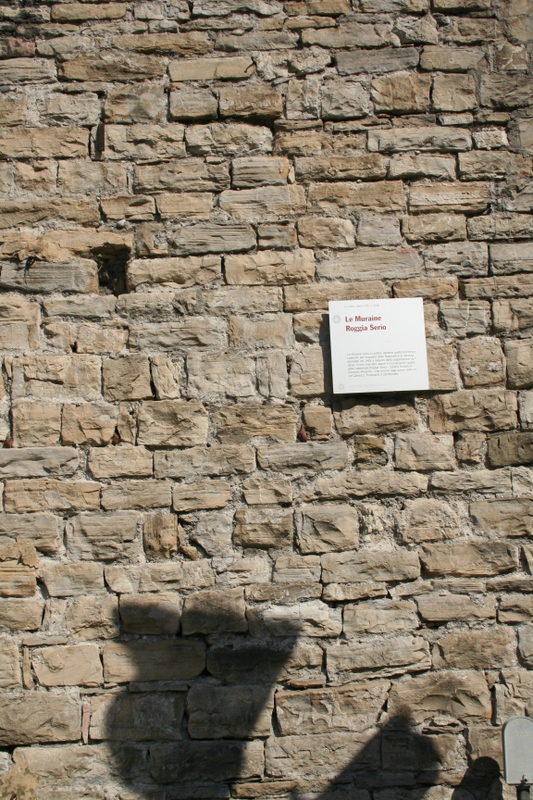
Muraine via Camozzi
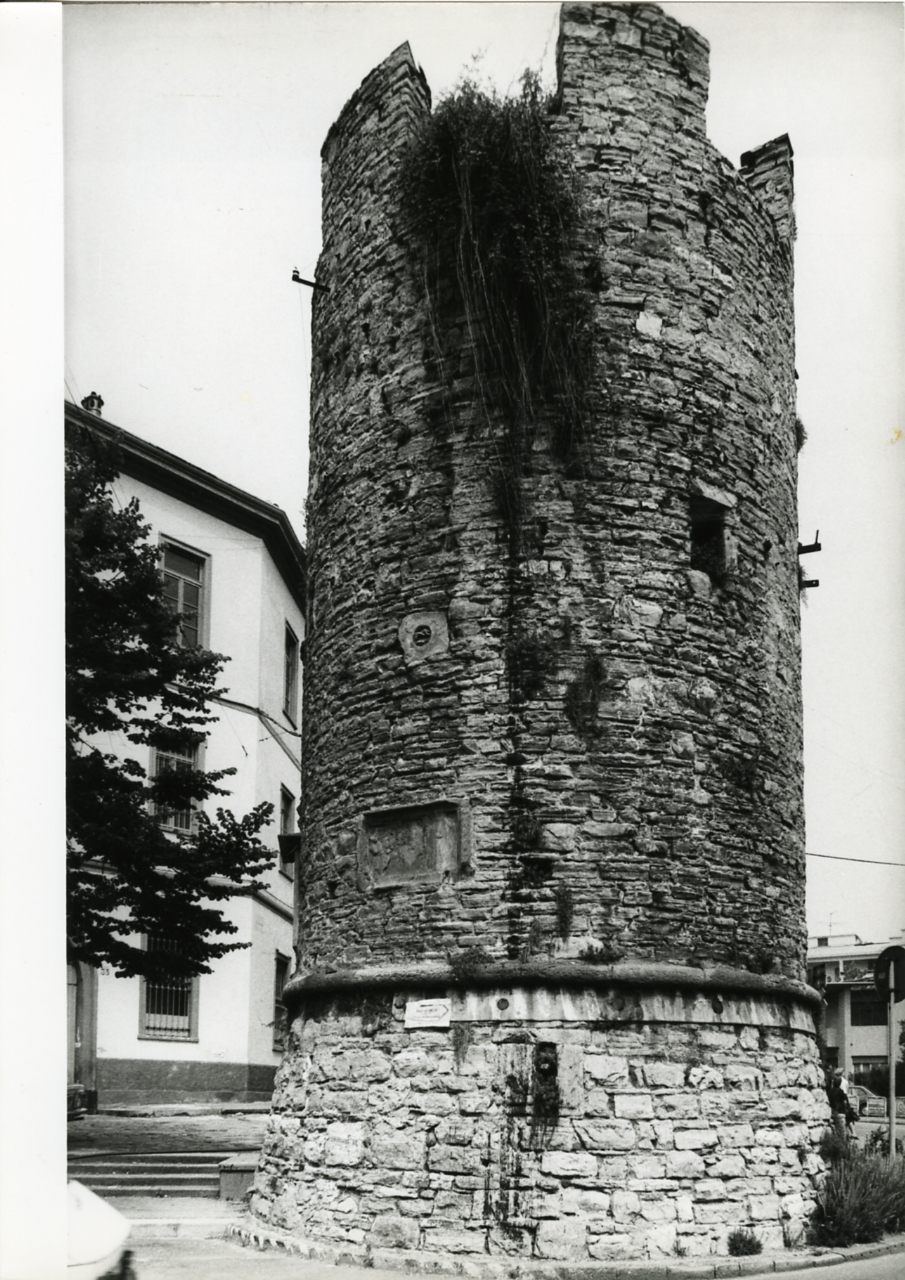
Torre del Galgario- Paolo Monti- 1981
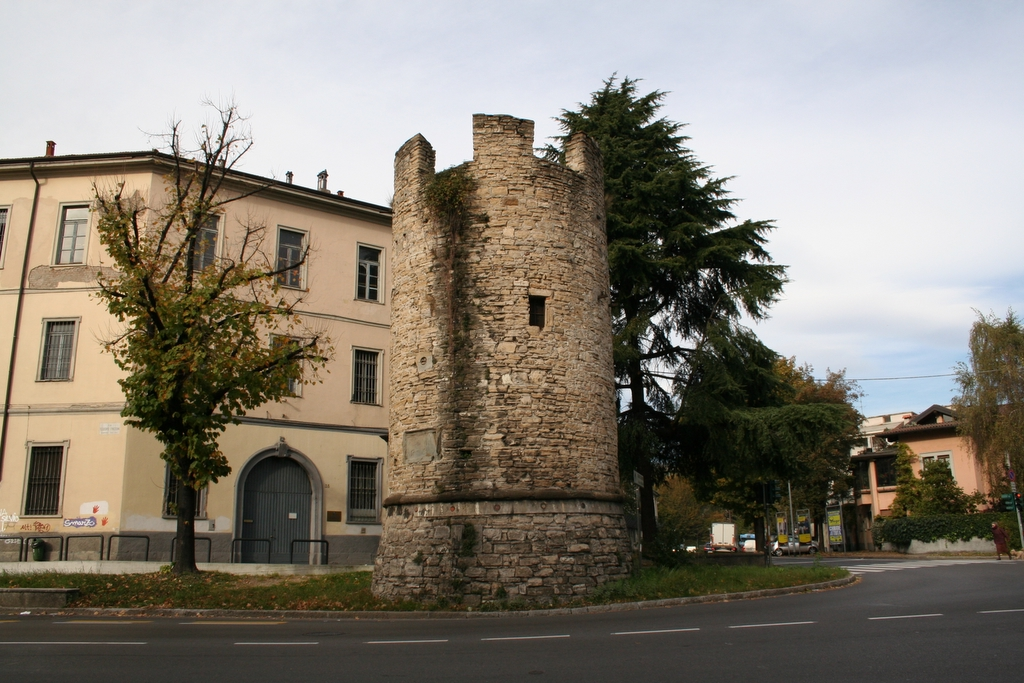
Torre del Galgario e caserma Montelungo
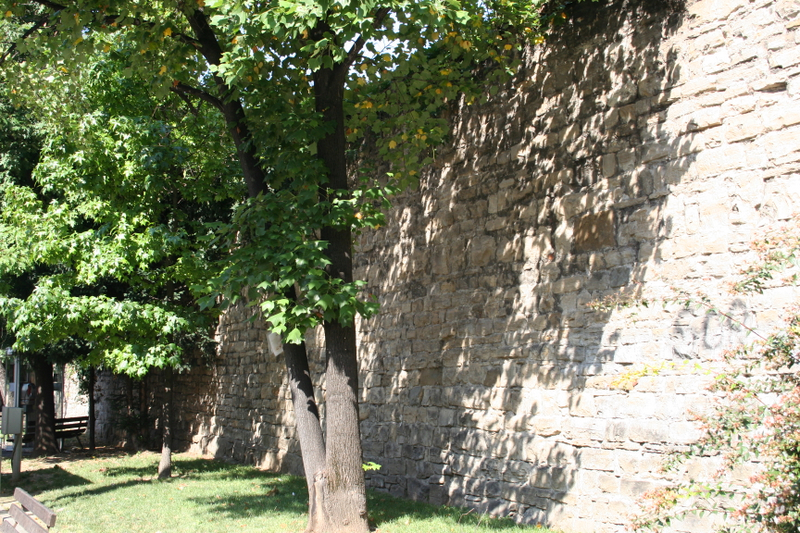
Muraine